# JScheme
JScheme，是Scheme编程语言的一个变体，由彼德·諾米格、蒂莫西·J·希基（Timothy J. Hickey）和肯·安德森（Ken Anderson）共同开发。

## 兼容性
JScheme大体上兼容所有的R4RS Scheme标准，除了continuations只能用作转义过程并且字符串不可变。

## 接口
JScheme具有非常简单的Java接口，被称为Javadot表示法。此表示法提供了对类路径上所有Java类、构造函数、方法和字段的透明访问。

## 开源许可
JScheme是以zlib/libpng 许可证发布的自由软件，是一个托管在sourceforge.net上的开源项目。

## 外部連結
- Official website
- JScheme:Scheme implemented in Java-Peter Norvig （页面存档备份，存于）
- |  | 本条目的部分内容翻译自英語維基百科条目並以知识共享-署名-相同方式共享4.0协议授权使用。原文作者列表請參閱其页面历史。 |